# Afyonkarahisarspor
Afyonkarahisarspor was een sportclub opgericht in 2005 te Afyonkarahisar, de hoofdstad van de gelijknamige provincie Afyonkarahisar, te Turkije. De clubkleuren waren paars en wit, en de thuisbasis was het Afyonkarahisar Atatürk Stadion. De club heeft nooit in de Süper Lig gespeeld en ook zijn er geen grootse resultaten geboekt in de Turkse Beker. Naast voetballen was Afyonkarahisarspor ook actief in het basketballen (op amateurniveau).
Afyonkarahisarspor was het resultaat van een fusie tussen Afyon Şekerspor en Afyonspor. Twee jaar na de fusie promoveerde de club al van de Türkiye Futbol Federasyonu 3. Lig naar de Türkiye Futbol Federasyonu 2. Lig. Afyonkarahisarspor trok zich in 2013 terug van de Bölgesel Amatör Lig, het regionaal amateurniveau van het Turkse voetbal en sloot zijn deuren.